# 維德角世界遺產列表

根据联合国教科文组织（UNSECO）1972年制订的《保护世界文化和自然遗产公约》，世界遗产是指对全人类有重要文化或自然价值的遗产项目。維德角於1988年4月28日批准了該公約，该国自然和文化遗迹因此有资格列入《世界遗产名录》。佛得角於2009年第33屆世界遺產大會申請將舊城：大里貝拉歷史中心納入世界遺產名錄，最後成功通過，舊城成為佛得角至今唯一入選世界遺產名錄的景觀。

## 世界遺產
入选《联合国教科文组织世界遗产名录》的世界遗产项目均按照十项评定标准登录，每一处登录的世界遗产必须符合十项标准中的至少一项，其中符合第一至六项的为世界文化遗产，第七至十项为世界自然遗产，同时符合文化和自然遗产标准的为文化和自然双重遗产（又称“复合遗产”）。
| | 舊城：大里貝拉歷史中心 |
| (ii)(iii)(vi) 文，2009年入選 |                        |
| 所在位置: 聖地牙哥島 |                        |
| 舊城位於非洲西北海岸，是熱帶地區第一個歐洲殖民定居點。該遺址的原始規劃仍然完好無損，包括一座皇家堡壘、兩座教堂和一座16世紀的城鎮廣場。這座城市於2009年成為聯合國教科文組織世界遺產，並被列入世界七大源自葡萄牙的奇蹟之一。 |                        |

## 預備名單
除登录《世界遗产名录》的项目外，联合国教科文组织的各成员国可保留一份《世界遗产预备名单》以供其考虑今后的项目申报。任何项目在申报世界遗产之前，必须是已经被列入《预备名单》的项目。截至2022年，維德角共有8处文化遗迹被列入《世界遗产预备名单》。
| 名稱                               | 圖片 | 所在位置   | 提交年份 | 聯合國教科文組織數據 |
| ---------------------------------- | ---- | ---------- | -------- | -------------------- |
| 塔拉法尔集中营                     |      | 塔拉法尔   | 2016     | (iii)(vi) 文         |
| 培亞歷史中心                       |      | 培亞       | 2016     | (ii) 文              |
| 聖菲利佩歷史中心                   |      | 聖菲利佩   | 2016     | (iv)(vi) 文          |
| 科瓦-保羅-里貝拉及托雷自然公園     |      | 圣安唐岛   | 2016     | (v)(vii)(x) 自       |
| 佩德拉·德·盧姆鹽灘                 |      | 薩爾島     | 2016     | (v)(vii) 自文        |
| 新辛特拉歷史中心                   |      | 布拉瓦島   | 2016     | (iv)(vi) 文          |
| 聖盧齊亞、布蘭科和拉索保護區綜合體 |      | 聖盧西亞島 | 2016     | (ix)(x) 自           |
| 福古岛查達斯卡爾代拉斯自然公園     |      | 福古岛     | 2016     | (viii)(x) 自         |